# 世界男子排球锦标赛
世界男子排球錦標賽（英語：FIVB Volleyball Men's World Championship），是国际排球联合会（FIVB）舉辦的國際性男子排球賽事，過去曾為四年舉辦一次，自2025年起每兩年舉辦一次，目前參賽隊伍為32隊。世界排球錦標賽是國際排聯舉辦歷史最悠久的賽事，第一屆世界男排錦標賽於1949年在捷克斯洛伐克布拉格舉行。
目前的比賽形式包括在過去三年中在各大洲分別進行的資格賽階段，以確定哪些球隊有資格參加錦標賽階段的比賽。包括主辦國在內的32支球隊在大約一個月的時間內在主辦國的比賽場地爭奪冠軍頭銜。2018年首次由兩個國家共同協辦賽事。
世界男子排球錦標賽至今已舉辦20屆比賽，並由7支不同的國家隊贏得冠軍。其中奪冠最多者為蘇聯，共贏得6次冠軍。其他冠軍得主包括義大利，共獲得4個冠軍；波蘭和巴西各有3個冠軍，其中義大利和巴西都曾連續三屆奪得冠軍（三連霸）；而捷克有2個冠軍頭銜；德國和美國則各有1個冠軍頭銜。

## 歷史
世界排球錦標賽的歷史可以追溯到排球作為一項專業的高水平運動的開始。國際排聯在1947年成立後採取的第一個具體措施就是舉辦一個由來自不止一個洲份的國際比賽。 1949年，世界男子排球錦標賽首次在捷克斯洛伐克布拉格舉行。那時，比賽仍然限制在歐洲。
三年後，開始舉辦世界女子排球錦標賽，與世界男排錦標賽一樣同步並擴大到包括來自亞洲的國家，並開始以4年為一個的周期舉行。在之後的錦標賽，逐漸加入來自南美洲，中美洲和北美洲的球队。
由於排球在1964年被加入到奧運項目中，所以在第四屆（1960年）後的兩年，1962年就舉辦第五屆，以便世界排球錦標賽可以和夏季奧運會交替進行。在1970年，來自非洲的隊伍也參加比賽，最初的目標是讓所有五個洲份聯盟的成員都可參加比賽也在這個時候基本達成。
多年來，參與錦標賽的隊伍數量發生了顯著變化。隨著排球的普及，由最初10隊，到20世紀90年代增加至16隊，最終在2002年之後定在24隊。今天，世界錦標賽已是國際排聯組織的最全面及最具規模的賽事，並且可以說是跟隨奧運會之後第二個重要的國際賽事。
1974年之前，比賽的東道國需同時舉辦男子和女子的比賽，除了1966/1967年的比賽，因為男子及女子的比賽在不同的年份舉行之外。但自1978年之後，這做法只是偶爾出現，例如1998年和2006年，兩屆的男子及女子的比賽均同時在日本舉辦。2018年的男排世錦賽在意大利及保加利亞舉辦，是世界排球錦標賽首次由兩個國家共同協辦。2022年原定於俄羅斯舉行，其後被取消舉辦權，改由波蘭和斯洛維尼亞舉辦，是連續第二屆由兩個國家共同協辦。此外，波蘭亦是同時承辦2022年男子和女子比賽的國家。
2022年10月，國際排球聯合會宣布經行政委員會批准後，自2026年起男子世錦賽及女子世錦賽皆由現行的24隊擴增至32隊。賽制也調整為在第一階段分為8個小組、每組4隊進行循環賽，各組排名前兩名者晉級至16強。16強之後的賽制簡化為單淘汰賽，直至冠軍賽。
2023年6月22日，國際排球聯合會批准的《2025-2028排球賽事年曆》顯示，男子及女子排球世錦賽將改為每兩年舉行一次。改革後的第一屆排球世錦賽將於2025年舉行，共有32支球隊並採用全新的賽制。

## 賽制

### 舊制
| 聯合會                      | 名額        |
| --------------------------- | ----------- |
| CAVB（非洲）                | 2           |
| AVC（亞州和大洋洲）         | 4           |
| CEV（歐洲）                 | 8           |
| NORCECA（中北美洲和加勒比） | 6           |
| CSV（南美洲）               | 2           |
| 總計                        | 24 (22+H+C) |

| 聯合會                       | 名額        |
| ---------------------------- | ----------- |
| CAVB（非洲）                 | 2           |
| AVC（亞州和大洋洲）          | 2           |
| CEV（歐洲）                  | 2           |
| NORCECA（中北美洲和加勒比）  | 2           |
| CSV（南美洲）                | 2           |
| 尚未獲資格球隊之世界排名順位 | 12          |
| 總計                         | 24 (22+H+C) |

第一轮
24支球队分成4个小组（A組至D組），每个小组有6支球队。以循环赛方式竞争，每个小组前四名队伍将晋级到第二轮。小组排名第五的球队总排名第17，小组排名第六的球队总排名第21。
第二轮
晉級的16支球队分成4个小组（E組及H組），每个小组有4支球队。每个球队都会与之前另一小组中未交手的球队竞争一次。本轮各小組第一名球队将直接晋级下一轮，而4支排在四個小組第二名的球队中成績最好的兩队以小組第二名身分晋级下一轮。小组第三，第四的球队，将分别排列总排名第9和第13。
第三轮
本轮比赛中6支球队将分成2组（I組及J組），每组3支球队，其中上一轮的各小組第一名球队會确保在這輪每个小组的头号位置。每个小组以循环赛格式进行竞争。最後各小組首兩名共4支球队将参加最后一轮的半决赛。
最后一轮
G组的第一名将与H组的第二名进行竞争，如此類推。获胜者将挑战冠军赛，而败者则将参加季軍赛。

### 新制
參賽資格（最新）
| 取得資格途徑                                          | 名額        |
| ----------------------------------------------------- | ----------- |
| 主辦國                                                | 1           |
| 衛冕冠軍                                              | 1           |
| 非洲男子排球錦標賽排名前三名（CAVB）                  | 3           |
| 亞洲男子排球錦標賽排名前三名（AVC）                   | 3           |
| 歐洲男子排球錦標賽排名前三名（CEV）                   | 3           |
| 北美、中美和加勒比男子排球錦標賽排名前三名（NORCECA） | 3           |
| 南美洲排球錦標賽排名前三名（CSV）                     | 3           |
| 尚未獲資格球隊之世界排名順位                          | 15          |
| 總計                                                  | 32 (30+H+C) |

預賽
32支球隊分成8個小組（A組至H組），每个小组有4支球隊。以循環賽方式競爭，各小组前二名球隊將晉級到決賽。小組排名第三的球隊總排名第24，小组排名第四的球隊總排名第32。
決賽
從預賽晉級的16支球隊進行淘汰賽，經歷淘汰賽勝出的隊伍依序晉級至八強賽、準決賽。準決賽勝出的2支隊伍可晉級至冠軍賽爭奪冠軍獎盃，落敗的2支隊伍則進行季軍賽爭奪季軍。

## 歷屆成績
| 1949 詳細 | 捷克斯洛伐克      | · 苏联         | [ 註解 1 ] | · 捷克斯洛伐克               | · 保加利亚 | [ 註解 1 ] | · 羅馬尼亞                   | 10  |
| 1952 詳細 | 蘇聯              | · 苏联         | [ 註解 1 ] | · 捷克斯洛伐克               | · 保加利亚 | [ 註解 1 ] | · 羅馬尼亞                   | 11  |
| 1956 詳細 | 法國              | · 捷克斯洛伐克 | [ 註解 1 ] | · 羅馬尼亞                   | · 苏联     | [ 註解 1 ] | · 波蘭                       | 20  |
| 1960 詳細 | 巴西              | · 苏联         | [ 註解 1 ] | · 捷克斯洛伐克               | · 羅馬尼亞 | [ 註解 1 ] | · 波蘭                       | 14  |
| 1962 詳細 | 蘇聯              | · 苏联         | [ 註解 1 ] | · 捷克斯洛伐克               | · 羅馬尼亞 | [ 註解 1 ] | · 保加利亚                   | 21? |
| 1966 詳細 | 捷克斯洛伐克      | · 捷克斯洛伐克 | [ 註解 1 ] | · 羅馬尼亞                   | · 苏联     | [ 註解 1 ] | · 东德                       | 22  |
| 1970 詳細 | 保加利亞          | · 东德         | [ 註解 1 ] | · 保加利亚                   | · 日本     | [ 註解 1 ] | · 捷克斯洛伐克               | 24  |
| 1974 詳細 | 墨西哥            | · 波蘭         | [ 註解 1 ] | · 苏联                       | · 日本     | [ 註解 1 ] | · 东德                       | 24  |
| 1978 詳細 | 義大利            | · 苏联         | 3–0        | · 義大利                     | · 古巴     | 3–1        | ·                            | 24  |
| 1982 詳細 | 阿根廷            | · 苏联         | 3–0        | · 巴西                       | · 阿根廷   | 3–0        | · 日本                       | 24  |
| 1986 詳細 | 法國              | · 美国         | 3–1        | · 苏联                       | · 保加利亚 | 3–0        | · 巴西                       | 16  |
| 1990 詳細 | 巴西              | · 義大利       | 3–1        | · 古巴                       | · 苏联     | 3–0        | · 巴西                       | 16  |
| 1994 詳細 | 希臘              | · 義大利       | 3–1        | · 荷蘭                       | · 美国     | 3–1        | · 古巴                       | 16  |
| 1998 詳細 | 日本              | · 義大利       | 3–0        | · 南斯拉夫社會主義聯邦共和國 | · 古巴     | 3–1        | · 巴西                       | 24  |
| 2002 詳細 | 阿根廷            | · 巴西         | 3–2        | · 俄羅斯                     | · 法國     | 3–0        | · 南斯拉夫社會主義聯邦共和國 | 24  |
| 2006 詳細 | 日本              | · 巴西         | 3–0        | · 波蘭                       | · 保加利亚 | 3–1        | · 塞爾維亞與蒙特內哥羅       | 24  |
| 2010 詳細 | 意大利            | · 巴西         | 3–0        | · 古巴                       | · 塞爾維亞 | 3–1        | · 義大利                     | 24  |
| 2014 詳細 | 波蘭              | · 波蘭         | 3–1        | · 巴西                       | · 德国     | 3–0        | · 法國                       | 24  |
| 2018 詳細 | 意大利 / 保加利亚 | · 波蘭         | 3–0        | · 巴西                       | · 美国     | 3–1        | · 塞爾維亞                   | 24  |
| 2022 詳細 | 波蘭 / 斯洛維尼亞 | · 義大利       | 3–1        | · 波蘭                       | · 巴西     | 3–1        | · 斯洛維尼亞                 | 24  |
| 2025 詳細 | 菲律賓            |                | –          |                              |            | –          |                              | 32  |

### 主辦國統計
| 主辦次數 | 主辦國 |
| -------- | --- |
| 3        | 義大利（1978，2010，2018*） |
| 2        | 捷克斯洛伐克（1949，1966） · 苏联（1952，1962） · 法國（1956，1986） · 巴西（1960，1990） · 保加利亚（1970，2018*） · 阿根廷（1982，2002） · 日本（1998，2006） · 波蘭（2014, 2022*） |
| 1        | 墨西哥（1974） · 希腊（1994） · 斯洛維尼亞（2022*） · 菲律賓（2025） |

* = 共同主辦

## 獎牌榜
| 排名                      | 国家 / 地区               | 金牌 | 銀牌 | 銅牌 | 总计 |
| ------------------------- | ------------------------- | ---- | ---- | ---- | ---- |
| 1                         | 苏联                      | 6    | 2    | 3    | 11   |
| 2                         | 義大利                    | 4    | 1    | 0    | 5    |
| 3                         | 巴西                      | 3    | 3    | 1    | 7    |
| 4                         | 波蘭                      | 3    | 2    | 0    | 5    |
| 5                         | 捷克斯洛伐克              | 2    | 4    | 0    | 6    |
| 6                         | 美国                      | 1    | 0    | 2    | 3    |
| 7                         | 东德                      | 1    | 0    | 0    | 1    |
| 8                         | 古巴                      | 0    | 2    | 2    | 4    |
| 8                         | 羅馬尼亞                  | 0    | 2    | 2    | 4    |
| 10                        | 保加利亚                  | 0    | 1    | 4    | 5    |
| 11                        | 荷蘭                      | 0    | 1    | 0    | 1    |
| 11                        | 俄羅斯                    | 0    | 1    | 0    | 1    |
| 11                        | 南斯拉夫                  | 0    | 1    | 0    | 1    |
| 14                        | 日本                      | 0    | 0    | 2    | 2    |
| 15                        | 阿根廷                    | 0    | 0    | 1    | 1    |
| 15                        | 法國                      | 0    | 0    | 1    | 1    |
| 15                        | 德国                      | 0    | 0    | 1    | 1    |
| 15                        | 塞爾維亞                  | 0    | 0    | 1    | 1    |
| 总计（共18个国家 / 地区） | 总计（共18个国家 / 地区） | 20   | 20   | 20   | 60   |

## 歷屆最有價值球員（MVP）得主
- 1949–78 – 未有頒發[1]
- 1982 – 未知
- 1986 –  Philippe Blain（法國）
- 1990 –  安德烈亚·卢凯塔（義大利）
- 1994 –  洛伦佐·贝尔纳迪（義大利）
- 1998 –  拉斐爾·帕斯夸爾（西班牙）
- 2002 –  Marcos Milinkovic（阿根廷）
- 2006 –  吉巴（巴西）
- 2010 –  Murilo Endres（巴西）
- 2014 –  馬里烏斯·沃拉茲里（波兰）
- 2018 –  巴爾托斯·庫雷克（波兰）
- 2022 –  西莫內·詹內利（義大利）

## 註解
1. 1 2 3 4 5 6 7 8 9 10 11 12 13 14 15 16  採循環賽制，各隊與小組內其他隊伍交手一次，戰績最好的隊伍獲得冠軍。

## 外部連結
- FIVB （页面存档备份，存于）
- Volleyball World Championship History（页面存档备份，存于）